# Критический граф

Вверху слева вершинно критический граф с хроматическим числом 6. Остальные N-1 подграфов имеют хроматическое число 5.

Критический граф — граф, в котором удаление любой вершины или ребра приводит к уменьшению хроматического числа графа.

## Связанные определения
- {\displaystyle k}-критический граф — это критический граф с хроматическим числом k.
- Граф G с хроматическим числом k является вершинно k-критическим, если каждая из его вершин является критическим элементом [1].

## Свойства
- Пусть G есть k-критический граф  с n вершинами и m рёбрами. Тогда:
  - G имеет только одну компоненту.
  - G конечен (теорема де Брёйна — Эрдёша [2]).
  - δ(G) ≥ k − 1, то есть любая вершина смежна по меньшей мере k − 1 другим вершинам. Более строго, G рёберно (k − 1)-связен [3].
  - Если граф G (k − 1)-регулярен (каждая вершина смежна в точности k − 1 другим), то граф G либо является полным графом Kk, либо нечётным циклом. (Это теорема Брукса[4]).
  - 2 m ≥ (k − 1) n + k − 3 [5].
  - 2 m ≥ (k − 1) n + [(k − 3)/(k2 − 3)] n [6].
  - Либо G может быть разбит на два меньших критических графа с ребром между каждой парой вершин, где две вершины берутся из разных частей, либо граф G имеет по меньшей мере 2k — 1 вершин[7]. Более строго, либо G имеет разложения такого типа, либо для каждой вершины v графа G существует k-раскраска, в которой v является единственной вершиной со своим цветом, а все остальные классы цветов имеют по меньшей мере две вершины[8].

- Граф G является вершинно критическим тогда и только тогда, когда для любой вершины v существует оптимальная подходящая раскраска, в которой вершина v одна представляет класс цвета.

- 1-критических графов не существует.
- Единственный 2-критический граф — это K2.
- Все 3-критические графы исчерпываются простыми циклами нечётной длины[9].

- Как показал Хаджос[10], любой k-критический граф может быть сформирован из полного графа Kk путём комбинации построения Хайоша с операцией отожествления двух несмежных вершин. Граф, образованный таким образом, всегда требует k цветов в любой правильной раскраске.

4-критический, но не рёберно-критический граф, поскольку

- Хотя каждый рёберно-критический граф обязательно является критическим, обратное неверно. Например, граф представленный справа, является 4-критическим, но не рёберно-критическим[11].

## Вариации и обобщения
- Дважды критический граф — это связный граф, в котором удаление любой пары смежных вершин уменьшает хроматическое число на два. Одна из нерешённых задач — является ли Kk единственным дважды критическим k-хроматическим графом[12].